# پیمان منع جنگ‌افزار هسته‌ای
پیمان ممنوعیت جنگ‌افزارهای هسته‌ای (به انگلیسی: Treaty on the Prohibition of Nuclear Weapons) یک توافق الزام‌آور بین‌المللی است تا از جنگ‌افزار هسته‌ای جلوگیری کند. مذاکرات تصویب پیمان از مارس ۲۰۱۷ در سازمان ملل متحد آغاز شد و و در ۷ ژوئیه ۲۰۱۷ پایان یافت.  این مذاکرات توسط تمامی کشورهای دارنده جنگ‌افزار هسته‌ای و اعضای ناتو بایکوت شد، به جز هلند که ضد آن رأی داد. در پایان مذاکرات، ۱۲۲ کشور به نفع این معاهده رأی دادند و یک کشور رأی مخالف و یک کشور رأی ممتنع داد.
قدرت‌های بزرگ هسته‌ای این پیمان را که تنها شکل نمادین دارد، تحریم کرده‌اند.
جنگ‌افزارهای هسته‌ای برخلاف جنگ‌افزار شیمیایی، جنگ‌افزار بیولوژیک، مین ضد نفر و بمب خوشه‌ای تا پیش از این فاقد یک پیمان منع‌کننده بوده‌است و پیمان‌نامه منع گسترش جنگ‌افزارهای هسته‌ای (NPT) فقط یک محدودیت نسبی اعمال می‌کرد.

## تصویب در سازمان ملل

رای‌گیری سازمان ملل در مورد تصویب این معاهده در تاریخ ۷ ژوئیه ۲۰۱۷

معاهده منع جنگ‌افزارهای هسته‌ای روز ۷ ژوئیه ۲۰۱۷ با ۱۲۲ رأی موافق، یک رأی مخالف و یک رأی ممتنع در مقر سازمان ملل متحد در نیویورک به تصویب رسید. الیان وایت گومِز سفیر کاستاریکا در سازمان ملل متحد که ریاست کنفرانس تهیه‌کننده پیش‌نویس این معاهده را برعهده داشت، روز جمعه ۷ ژوئیه نتیجه رای‌گیری را اعلام کرد و گفت با ۱۲۲ رأی موافق و هلند به عنوان مخالف و سنگاپور ممتنع، این پیمان به تصویب رسیده‌است. وی گفت بعد از استفاده از بمب‌های اتمی در هیروشیما و ناگازاکی در اوت ۱۹۴۵ در پایان جنگ جهانی دوم جهان ۷۰ سال در انتظار این تصویب قانونی بوده‌است. وی گفت: «ما موفق شدیم تا نخستین بذرهای یک جهان عاری از جنگ‌افزارهای هسته‌ای را بکاریم.»
۹ قدرت هسته‌ای جهان، شامل آمریکا، روسیه، بریتانیا، چین، فرانسه، هند، پاکستان، کره شمالی و اسرائیل، شرکت این رأی‌گیری را تحریم کرده بودند.

### امضا در سازمان ملل
پیمان منع جنگ‌افزارهای اتمی روز چهارشنبه ۲۰ سپتامبر ۲۰۱۷ از سوی بیش از پنجاه کشور جهان، در سازمان ملل متحد به امضا رسید و با این امضا وارد مرحله اجرایی می‌شود.

## تحریم گفتگوها
کشورهای ایالات متحده آمریکا، فرانسه و بریتانیا، سه قدرت عمدهٔ هسته‌ای در جهان مذاکرات مربوط به منع جنگ‌افزارهای هسته‌ای در سازمان ملل متحد را تحریم کرده و از امضا معاهده جدید تصویب شده در سازمان ملل متحد خودداری کردند. این سه کشور در یک بیانیه مشترک تأکید کردند: «این ابتکار عمل به‌طور واضح و آشکار واقعیت اوضاع امنیتی در جهان را انکار کرده و نادیده می‌گیرد». اسرائیل، روسیه، چین، هند، پاکستان و کره شمالی از جمله دیگر کشورهایی هستند که رای‌گیری برای تصویب این معاهده را تحریم کردند. وایت گومز در این باره گفت تمامی کشورهای اتمی و اعضای ناتو مذاکرات راجع به این پیمان را بایکوت کردند. ژاپن نیز با وجود اینکه در سال ۱۹۴۵ متحمل حمله بمب اتمی شده بود، به این پیمان نپیوسته‌است.
روز چهارشنبه ۲۰ سپتامبر بار دیگر کشورهای عضو پیمان آتلانتیک شمالی، ناتو، با اشاره به تهدیدات اتمی کره شمالی، این پیمان را محکوم کردند.

## پیمان منع جنگ‌افزارهای هسته‌ای
پیمان منع جنگ‌افزارهای هسته‌ای یک توافق الزام‌آور بین‌المللی است تا از جنگ‌افزار هسته‌ای جلوگیری کند. جنگ‌افزارهای هسته‌ای برخلاف جنگ‌افزار شیمیایی، جنگ‌افزار بیولوژیک، مین ضد نفر و بمب خوشه‌ای تا پیش از این فاقد یک پیمان منع‌کننده بوده‌است و پیمان‌نامه منع گسترش جنگ‌افزارهای هسته‌ای (NPT) فقط یک محدودیت نسبی اعمال می‌کرد.
پس از ۷۰ سال از بکارگیری جنگ‌افزار هسته‌ای توسط آمریکا در هیروشیما این پیمان برای نخستین بار از نظر حقوقی تملک، تولید، استفاده یا تهدید به استفاده از جنگ‌افزار هسته‌ای را در هر شرایطی به‌طور کامل ممنوع می‌کند.
وایت گومز گفت این پیمان نخستین پیمان خلع جنگ‌افزار اتمی چندجانبه است که باید در بیش از ۲۰سال به نتیجه برسد. مطابق این پیمان کشورهای امضاکننده تحت هیچ شرایطی جنگ‌افزارهای اتمی یا مواد انفجاری اتمی یا تهدید کاربرد چنین جنگ‌افزارهایی را نه توسعه می‌دهند نه تست می‌کنند نه تولید کرده و نه می‌سازند نه تهیه می‌کنند نه مالکیتش را کسب می‌کنند و نه آن را ذخیره می‌کنند. بنا به این پیمان هرگونه انتقال یا کاربرد جنگ‌افزارهای اتمی یا هر وسیله انفجاری اتمی و تهدید کاربرد آن ممنوع می‌شود.
بر اساس این پیمان کشورهای دارنده جنگ‌افزار هسته‌ای عضو این معاهده باید زرادخانه هسته‌ای و تمامی تأسیسات مرتبط با آن را در یک مهلت زمانی مشخص منهدم کنند. مواد این پیمان برای کشورهایی که از امضا آن خودداری کنند، الزام‌آور نخواهد بود.

## امضاکنندگان
در ۲۱ سپتامبر ۲۰۱۷، ۵۱ کشور این پیمان را امضا و سه کشور آن را تصویب کرده‌اند.
| دولت                  | امضاء شده       | تصویب شده       |
| --------------------- | --------------- | --------------- |
| الجزایر               | ۲۰ سپتامبر ۲۰۱۷ |                 |
| اتریش                 | ۲۰ سپتامبر ۲۰۱۷ |                 |
| بنگلادش               | ۲۰ سپتامبر ۲۰۱۷ |                 |
| برزیل                 | ۲۰ سپتامبر ۲۰۱۷ |                 |
| کیپ ورد               | ۲۰ سپتامبر ۲۰۱۷ |                 |
| جمهوری آفریقای مرکزی  | ۲۰ سپتامبر ۲۰۱۷ |                 |
| شیلی                  | ۲۰ سپتامبر ۲۰۱۷ |                 |
| کومور                 | ۲۰ سپتامبر ۲۰۱۷ |                 |
| جمهوری دموکراتیک کنگو | ۲۰ سپتامبر ۲۰۱۷ |                 |
| جمهوری کنگو           | ۲۰ سپتامبر ۲۰۱۷ |                 |
| کاستاریکا             | ۲۰ سپتامبر ۲۰۱۷ |                 |
| ساحل عاج              | ۲۰ سپتامبر ۲۰۱۷ |                 |
| کوبا                  | ۲۰ سپتامبر ۲۰۱۷ |                 |
| اکوادور               | ۲۰ سپتامبر ۲۰۱۷ |                 |
| السالوادور            | ۲۰ سپتامبر ۲۰۱۷ |                 |
| فیجی                  | ۲۰ سپتامبر ۲۰۱۷ |                 |
| گامبیا                | ۲۰ سپتامبر ۲۰۱۷ |                 |
| غنا                   | ۲۰ سپتامبر ۲۰۱۷ |                 |
| گواتمالا              | ۲۰ سپتامبر ۲۰۱۷ |                 |
| گویان                 | ۲۰ سپتامبر ۲۰۱۷ | ۲۰ سپتامبر ۲۰۱۷ |
| هندوراس               | ۲۰ سپتامبر ۲۰۱۷ |                 |
| اندونزی               | ۲۰ سپتامبر ۲۰۱۷ |                 |
| جمهوری ایرلند         | ۲۰ سپتامبر ۲۰۱۷ |                 |
| کیریباتی              | ۲۰ سپتامبر ۲۰۱۷ |                 |
| لائوس                 | ۲۰ سپتامبر ۲۰۱۷ |                 |
| لیبی                  | ۲۰ سپتامبر ۲۰۱۷ |                 |
| لیختن‌اشتاین           | ۲۰ سپتامبر ۲۰۱۷ |                 |
| ماداگاسکار            | ۲۰ سپتامبر ۲۰۱۷ |                 |
| مالاوی                | ۲۰ سپتامبر ۲۰۱۷ |                 |
| مالزی                 | ۲۰ سپتامبر ۲۰۱۷ |                 |
| مکزیک                 | ۲۰ سپتامبر ۲۰۱۷ |                 |
| نپال                  | ۲۰ سپتامبر ۲۰۱۷ |                 |
| نیوزیلند              | ۲۰ سپتامبر ۲۰۱۷ |                 |
| نیجریه                | ۲۰ سپتامبر ۲۰۱۷ |                 |
| پالائو                | ۲۰ سپتامبر ۲۰۱۷ |                 |
| فلسطین                | ۲۰ سپتامبر ۲۰۱۷ |                 |
| پاناما                | ۲۰ سپتامبر ۲۰۱۷ |                 |
| پاراگوئه              | ۲۰ سپتامبر ۲۰۱۷ |                 |
| پرو                   | ۲۰ سپتامبر ۲۰۱۷ |                 |
| فیلیپین               | ۲۰ سپتامبر ۲۰۱۷ |                 |
| ساموآ                 | ۲۰ سپتامبر ۲۰۱۷ |                 |
| سان مارینو            | ۲۰ سپتامبر ۲۰۱۷ |                 |
| سائوتومه و پرنسیپ     | ۲۰ سپتامبر ۲۰۱۷ |                 |
| آفریقای جنوبی         | ۲۰ سپتامبر ۲۰۱۷ |                 |
| تایلند                | ۲۰ سپتامبر ۲۰۱۷ | ۲۰ سپتامبر ۲۰۱۷ |
| توگو                  | ۲۰ سپتامبر ۲۰۱۷ |                 |
| تووالو                | ۲۰ سپتامبر ۲۰۱۷ |                 |
| اروگوئه               | ۲۰ سپتامبر ۲۰۱۷ |                 |
| وانواتو               | ۲۰ سپتامبر ۲۰۱۷ |                 |
| واتیکان               | ۲۰ سپتامبر ۲۰۱۷ | ۲۰ سپتامبر ۲۰۱۷ |
| ونزوئلا               | ۲۰ سپتامبر ۲۰۱۷ |                 |
| جمع کل                | ۵۱              | ۳               |